# روبرتو خيمينيز
روبرتو خيمينيز (بالإسبانية: Roberto Jiménez Jiménez) (17 أبريل 1983 في بيرو - ) هو مدرب كرة قدم ولاعب كرة قدم بيروفي في مركز الهجوم. شارك مع منتخب بيرو لكرة القدم. أما مع النوادي، فقد لعب مع الجامعي دي بيرو وغودوي كروز ونادي سان لورينزو ونادي سبورتينغ كريستال ونادي لانوس وAlianza Atlético ‏ وUnión Comercio ‏ وسيزار فاليجو ‏ ولاسيرينا وLos Caimanes ‏.

## وصلات خارجية
- روبرتو خيمينيز على موقع قاعدة بيانات كرة القدم.إي يو (الإنجليزية)
- روبرتو خيمينيز على موقع ناشيونال فوتبول تيمز (الإنجليزية)
- روبرتو خيمينيز على موقع Soccerway.com (الإنجليزية)